# Tulagi
Tulagi – miasto w Wyspach Salomona; na wyspie o tej samej nazwie; stolica Prowincji Centralnej; 1251 mieszkańców (2009). Ośrodek turystyczny.

## Historia
Miasto Tulagi było siedzibą administracyjną (od 1893 r.) Brytyjskiego Protektoratu Wysp Salomona, dopóki nie zostało zniszczone przez Japończyków (1942 r.) podczas II wojny światowej. Stolica została następnie przeniesiona do Honiary, nowego miasta zbudowanego na Guadalcanal.